# Сейлайн-Айлет
Сейлайн-Айлет (англ. Saline Island) — небольшой необитаемый остров в Гренаде. Остров расположен в восточной части страны, в 50 км от столицы Сент-Джорджес, между Гренадой и Карриаку, в архипелаге Гренадины, в Карибском море, Гренада.
Площадь острова 0,28 км².

## География
Рельеф острова равнинный. Остров простирается на 0,6 км с севера на юг и на 0,5 с востока на запад. Наивысшая точка 46 метров над уровнем моря. Юго-восточная часть острова поднимается до 20 метров над уровнем моря. На юге отделён проливом шириной 800 м от соседнего острова Фригит.